# Ilex zhejiangensis
Ilex zhejiangensis är en järneksväxtart som beskrevs av Chang Jiang Tseng. Ilex zhejiangensis ingår i släktet järnekar, och familjen järneksväxter. Inga underarter finns listade i Catalogue of Life.